# Xã New Douglas, Quận Madison, Illinois
Xã New Douglas (tiếng Anh: New Douglas Township) là một xã thuộc quận Madison, tiểu bang Illinois, Hoa Kỳ. Năm 2010, dân số của xã này là 509 người.